# Bembidion stillaguamish
Bembidion stillaguamish är en skalbaggsart som beskrevs av Hatch. Bembidion stillaguamish ingår i släktet Bembidion och familjen jordlöpare. Inga underarter finns listade i Catalogue of Life.